# Underställ

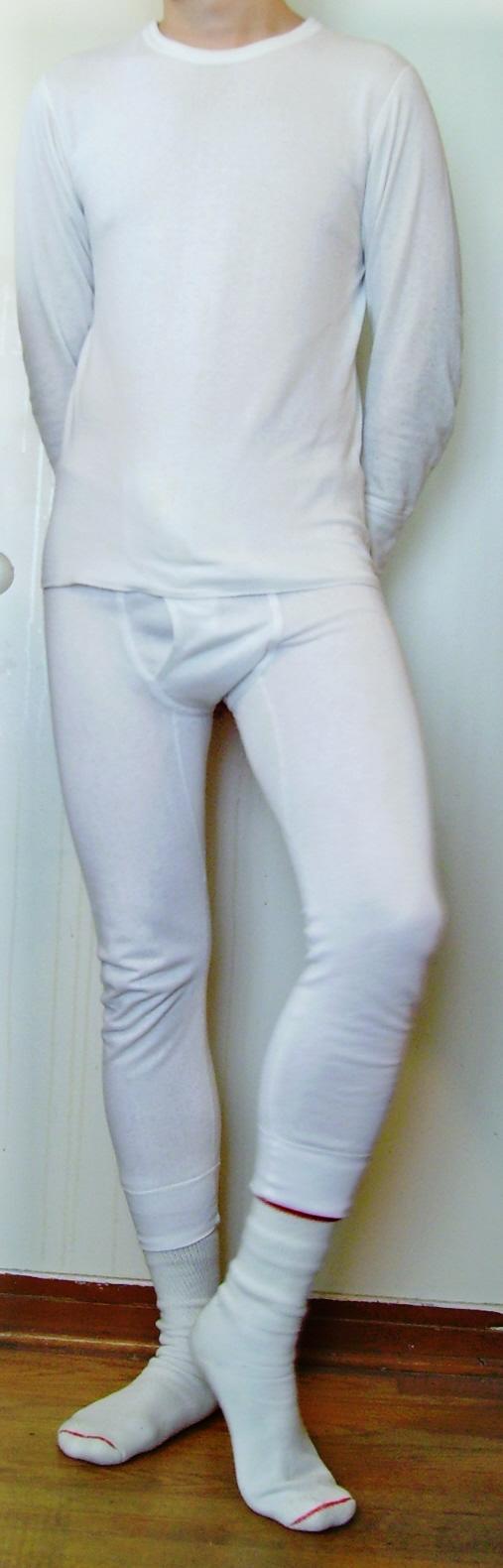
Underställ.

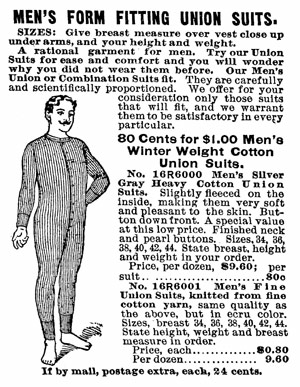
Reklam från 1902.

Ett underställ är ett heltäckande trikåplagg med ärmar och ben, avsett att användas som underkläder eller pyjamas. Det består av långkalsonger och matchande tröja.
Understället introducerades med viktorianskt mode på 1800-talet. Under 1900-talet har det blivit omodernt, men är användbart i vintersport och andra rörliga aktiviteter utomhus.
Äldre modeller kan vara i en del som en overall, som då har lucka baktill för att underlätta toalettbesök. På engelska kallas den då union suit.